# Leofwine Godwinson
Pour les articles homonymes, voir Leofwine.
Leofwine Godwinson est un noble anglais tué le 14 octobre 1066 à la bataille d'Hastings.

## Biographie
Leofwine est le quatrième ou le cinquième fils du comte Godwin de Wessex et de son épouse Gytha Thorkelsdóttir. Lorsque son père est banni d'Angleterre par le roi Édouard le Confesseur, en 1051, Leofwine et son frère aîné Harold s'enfuient en Irlande, tandis que Godwin et ses autres fils s'exilent dans le comté de Flandre. Ils rentrent avec lui en Angleterre quelques mois plus tard.
Godwin meurt au mois d'avril 1053 et Harold, l'aîné de ses fils survivants, devient comte de Wessex. Leofwine semble quant à lui être devenu comte en 1057, en recevant une partie du domaine du comte de Hereford Raoul de Mantes. Son autorité s'étend sur les comtés du Hertfordshire et du Middlesex, ainsi que peut-être le Buckinghamshire.
Leofwine est tué aux côtés de ses frères Harold et Gyrth le 14 octobre 1066, durant la bataille d'Hastings.

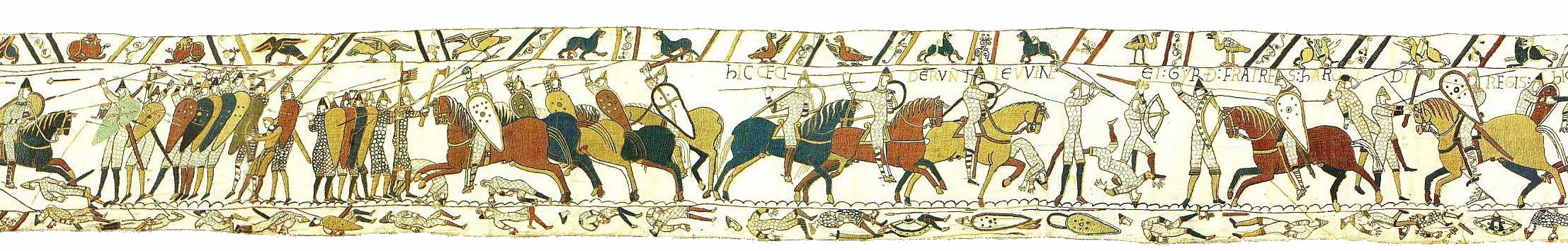
La scène no 52 de la tapisserie de Bayeux représente la mort de Leofwine et de son frère Gyrth (hic ceciderunt lewine et gyrd fratres haroldi regis).